# Neukirchen (Hesse)
Pour les articles homonymes, voir Neukirchen.
Neukirchen est une ville allemande située dans l'arrondissement de Schwalm-Eder et dans le land de la Hesse.